# Cyclodictyon laetevirens
Cyclodictyon laetevirens (Hook. et Taylor) Mitt. é uma espécie de musgo pertencente à família Pilotrichaceae.